# Kanton Graçay
Kanton Graçay (francouzsky Canton de Graçay) je francouzský kanton v departementu Cher v regionu Centre-Val de Loire. Tvoří ho šest obcí.

## Obce kantonu
- Dampierre-en-Graçay
- Genouilly
- Graçay
- Nohant-en-Graçay
- Saint-Georges-sur-la-Prée
- Saint-Outrille